# Klooster Kleine Zusters van Sint Joseph

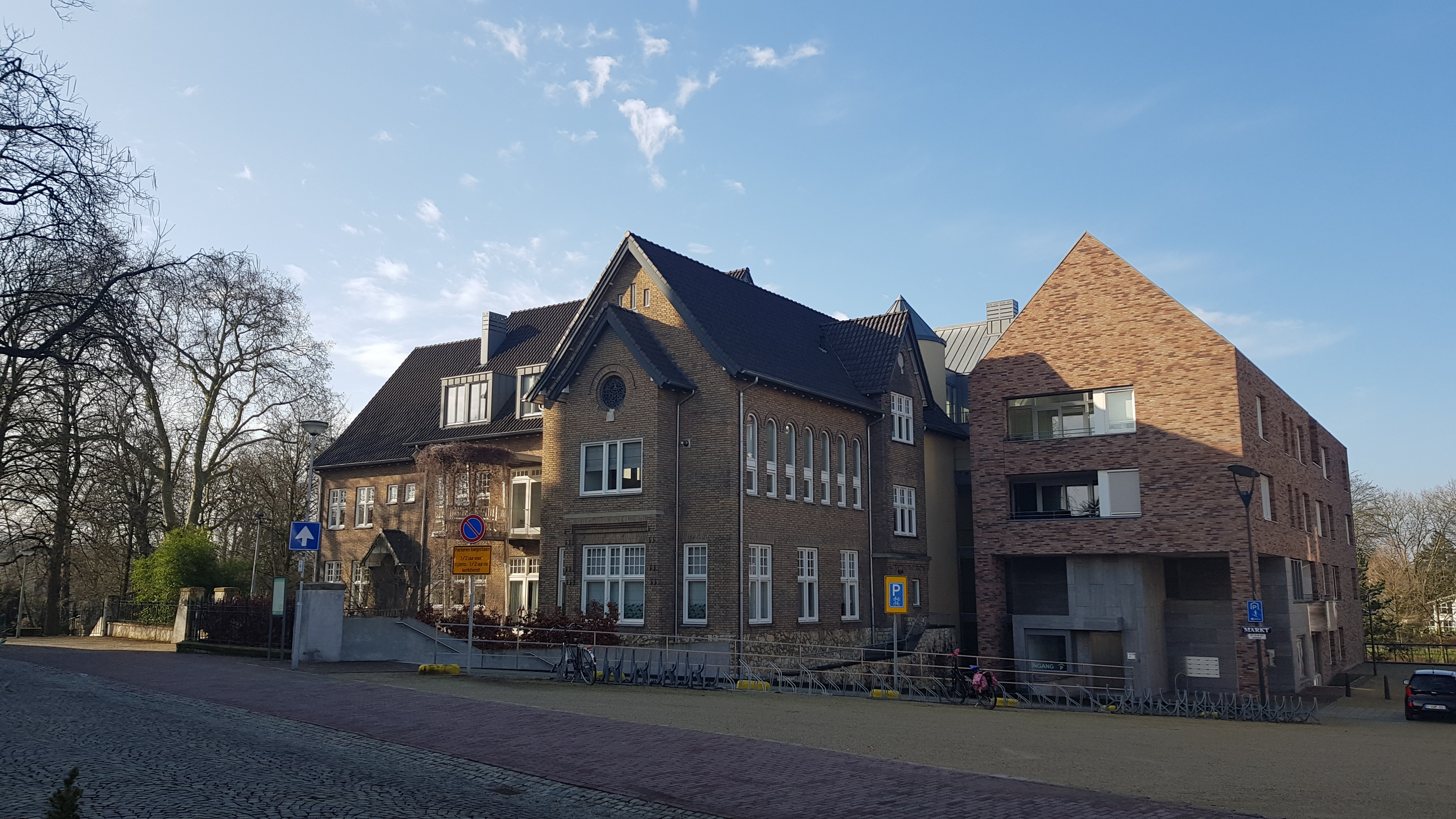
Het gebouw anno 2021

Het Klooster Kleine Zusters van Sint Joseph, beter bekend als Zusterklooster van Meerssen, is een voormalig klooster voor nonnen in Meerssen in de Nederlandse provincie Limburg. Het klooster is gelegen tussen de Basiliek van het H. Sacrament en het Proosdijpark.

## Bouw
Het zusterklooster werd gebouwd ter vervanging van de in 1936 grotendeels afgebroken proosdij van Meerssen. Het klooster werd ontworpen door de Roermondse architect Jos Cuypers en werd in baksteen opgetrokken. In het gebouw vestigde zich de congregatie van de Kleine Zusters van de Heilige Joseph uit Heerlen. Het klooster heeft na het vertrek van de zusters in 2006 leeg gestaan (met anti-kraak bewoning) tot 2008.

## Herbestemming
In november 2008 werd door de gemeenteraad van de gemeente Meerssen besloten, dat het klooster gesloopt zou moeten worden om plaats te maken voor moderne seniorenwoningen. Om dit te realiseren werd een sloopvergunning afgegeven. De aanstaande sloop leidde echter tot veel opschudding bij de inwoners van Meerssen die voor het grootste gedeelte tegen de sloop van het klooster waren. Uit een enquête van het CDA onder 3000 Meersenaren bleek dat 96% van de inwoners het gebouw wilde bewaren. Andere bezwaren waren afkomstig van de parochie van Meerssen die bang is dat werkzaamheden op de locatie die pal naast de basiliek is gelegen, de fundamenten van de kerk zou kunnen beschadigen, zoals in het verleden ook reeds gebeurd was. Ook de Rijksdienst voor de Monumentenzorg uitte zijn bezorgdheid en verklaarde dat het klooster op de rijksmonumentenlijst thuishoort. Inmiddels is het klooster verbouwd. De noordelijke zijvleugel van het gebouw is gesloopt om plaats te maken voor nieuwbouw. Het gehele complex, genaamd Maison Proosdij, is ingericht voor 26 luxe koopappartementen, die anno 2017 bewoond zijn. Het hoofdgebouw met kapel van het klooster aan de oostzijde (voor de hoofdingang van de Basiliek) is nog herkenbaar gebleven. 